# Southeast Peninsula (St. Kitts)

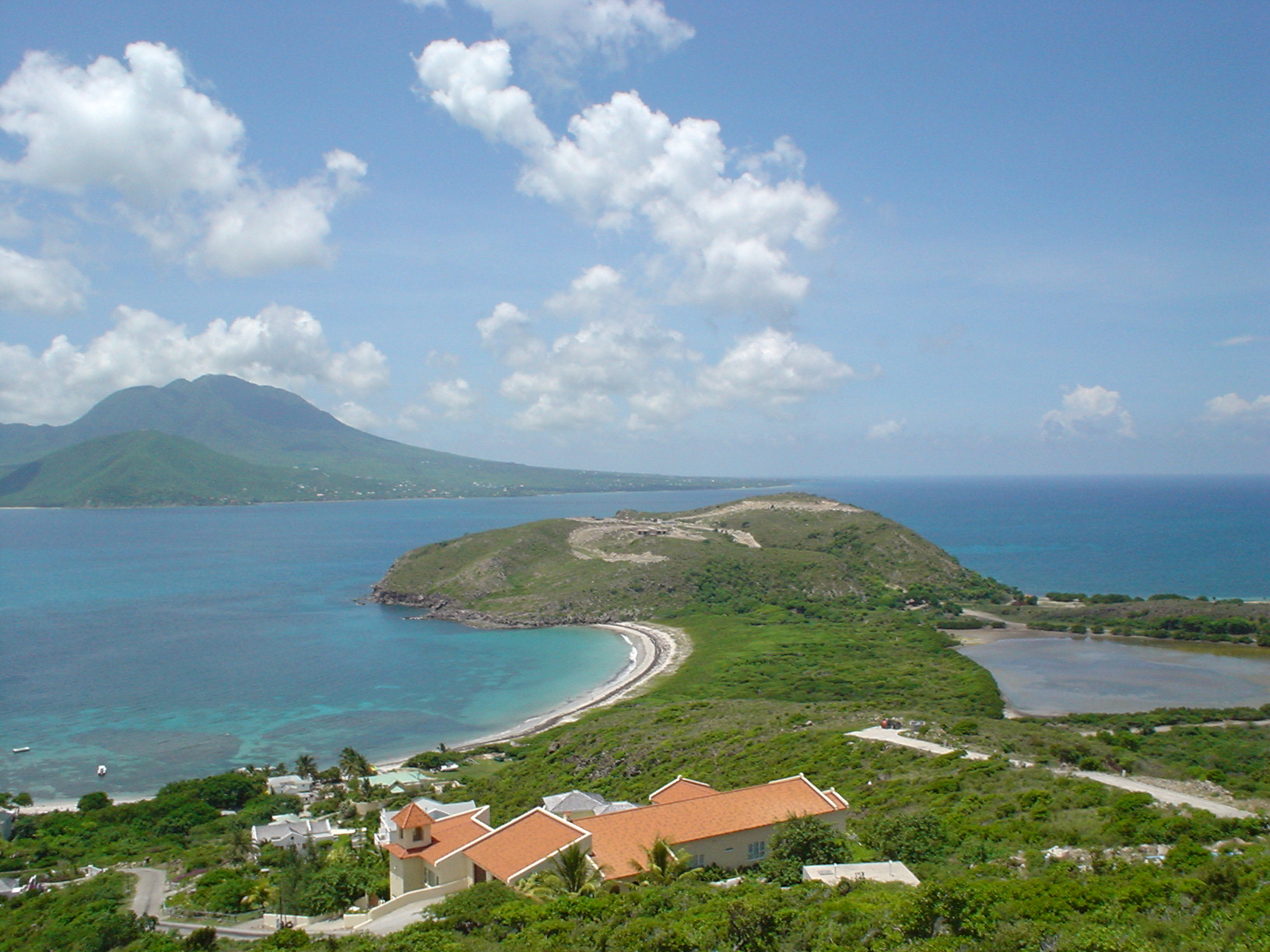
Die Southeast Peninsula von Saint Kitts, mit Blick nach Südosten auf Nevis.

Southeast Peninsula ist eine Halbinsel am Südostende der Insel St. Kitts im Inselstaat St. Kitts und Nevis in den Kleinen Antillen in der Karibik.

## Geographie
Die Southeast Peninsula bildet den „Pfannenstiel“ der Insel in südöstlicher Richtung, zum Meeresarm The Narrows hin. Die Landzunge beginnt unmittelbar südöstlich des Hauptortes Basseterre und erstreckt sich über ca. 14 Kilometer in Richtung Nevis. Sie ist mit dem Rest der Insel durch einen Isthmus verbunden, der an der schmalsten Stelle weniger als einen Kilometer breit ist. Diese Stelle ist noch zusätzlich durch Sümpfe und Salzseen (Saltponds) gegliedert.
Die Landzunge ist momentan im Fokus von Bauprojekten, da bis dahin noch kaum touristisch erschlossen. Das Gelände wird gegliedert durch mehrere Anhöhen, Reste der Vulkane, die die karibischen Inseln geschaffen haben:
Die nördlichsten davon, im Anschluss an Frigate Bay, sind Sir Timothy’s Hill und St. Anthony's Peak. Der nächste befindet sich bei Salt Pond Estate und auch die Landzungen an der Südküste, wo der „Pfannenstiel“ sich nochmals zu einem breiteren „Henkel“ weitet, sind die Reste vulkanischer Aktivität: Nag’s Head, Scotch Bonnet Cape und Majors Bluff. Außerdem sind zahlreiche Salzteiche und Sümpfe in diesem Landesteil zu finden, unter anderem der Great Salt Pond, der größte See des Landes. Es gibt zahlreiche Buchten und Strände: Turtle Beach, Ballast Bay, Major's Bay und Cockleshell Bay.
Erst in den 1990ern wurde das buschbestandene Gebiet durch eine Straße erschlossen. Seither wurden vor allem bei Turtle Beach einige Hotelbauten errichtet.